# Сергієвський Володимир Павлович
ВОЛОДИМИР ПАВЛОВИЧ СЕРГІЄВСЬКИЙ
Народився в м. Лисичанськ Луганської області в 1993 році.
11-річним переїхав з родиною до Києва.
У 2014 році мобілізувався до лав Збройних сил України, а вже у 2015 році
брав участь у бойових діях у зоні АТО: служив у складі 26-ї окремої
артилерійської бригади. Був під Дебальцевим, у Щасті, станиці Луганській.
Після демобілізації працював у Київському міському центрі допомоги
учасникам АТО, займався питаннями психофізичної реабілітації та адаптації
побратимів.
У 2019 році приєднався до Муніципальної охорони, працюючи
у відділі швидкого реагування, і обіймав посаду начальника управління
фізичної та технічної охорони об'єктів.
У 2017 вступив до Навчально-наукового інституту права ДПУ. Здобувши
юридичну освіту, був активним членом Всеукраїнської профспілки
захисників України, членом Київської міської молодіжної ради, головою
Дніпровської спілки ветеранів АТО, членом Муніципальної варти Києва,
Ради ветеранів АТО при Київській МДА. Саме він вів київську “коробку”
ветеранів на альтернативному Марші захисників, який пройшов у столиці в
День Незалежності 2020 року.
З перших днів повномасштабної війни долучився до оборони Київщини,
воював на Харківщині та Донеччині в складі 72-ї механізованої бригади ЗСУ
імені Чорних запорожців. 
Під Бахмутом отримав поранення, та після
одужання та реабілітації повернувся на передову, де продовжив захищати
околиці Вугледара.
Свій останній бій «Ірландець» прийняв 4 липня на Курахівському напрямку
на Донеччині.
Похований на Алеї Слави на Лісовому кладовищі.
| Емблема Збройних сил України | Це незавершена стаття про військового чи військову Збройних сил України. Ви можете допомогти проєкту, виправивши або дописавши її. |

1. ↑  Дим, Нестор (5 липня 2024). На фронті загинув громадський активіст із Києва Володимир Сергієвський на псевдо “Ірландець”. novynarnia.com (укр.). Процитовано 7 лютого 2025.